# Brian P. Levack
Brian Paul Levack (6 aprile 1943) è uno storico statunitense.
Insegna attualmente alla University of Texas di Austin.

## Biografia
È nato da una famiglia di insegnanti (il padre insegnava storia francese) nell'area metropolitana di New York. Ha conseguito la laurea e il dottorato in storia a Yale e ha poi svolto tutta la propria attività professionale presso la University of Texas di Austin.

## Attività di ricerca
Si è occupato di storia del Regno Unito e di caccia alle streghe, analizzando spesso le interazioni tra i sistemi giuridici e la politica. I suoi interessi attuali riguardano la possessione demoniaca nell'Europa all'inizio dell'età moderna.

## Opere
- The Civil Lawyers in England, 1603-1641: A Political Study, Oxford: Clarendon Press, 1973, pp.311.
- The Formation of the British State: England, Scotland and the Union, 1603-1707, Oxford: Clarendon Press, 1987, pp.260.
- The Witch-Hunt in Early Modern Europe, London: Longman, 1987, pp. 267; 2ª ed. 1995, pp.297; 3ª ed. 2006, pp.344; 4ª ed. 2016.
  - La caccia alle streghe in Europa, trad. di Alberto Rossatti e Sandro Liberatore della 3ª ed., Laterza, Roma-Bari, Laterza, 2006.
- Witchcraft and Magic in Europe: The Eighteenth and Nineteenth Centuries, con Marijke Gijswijt-Hofstra and Roy Porter, [The Athlone History of Witchcraft and Magic in Europe, vol. 5, Edited by Stuart Clark and Bengt Ankarloo] Londra: Athlone Press e Philadelphia: University of Pennsylvania  Press, 1999, pp. 1–93.
- The West: Encounters and Transformations, con Edward Muir, Michael Maas, and Meredith Veldman, New York: Pearson Longman, 2004. 2ª ed. 2006. 3ª ed. 2010.
- Witch-Hunting in Scotland: Law, Politics and Religion, London: Routledge, 2008, pp.217.
- The Devil Within: Possession and Exorcism in the Christian West, New Haven and London: Yale University Press, 2013.

### Curatele
- The Jacobean Union: Six Tracts of 1604, Co-edited with Bruce Galloway. Edinburgh: Scottish History Society, 1985.
- New Perspectives on Witchcraft, Magic and Demonology: A Six-Volume Anthology of Articles, New York: Routledge, 2001.
- The Witchcraft Sourcebook, New York and London: Routledge, 2004.
- The Oxford Handbook of Witchcraft in Early Modern Europe and Colonial America, Oxford: Oxford University Press, 2013.